# Jean-Dominique Bauby
Jean-Dominique Bauby (phát âm tiếng Pháp: [ʒɑ̃ dɔminik bobi]; 23 tháng 4 năm 1952 – 9 tháng 3 năm 1997) là một nhà báo, nhà văn và biên tập viên tạp chí thời trang Pháp ELLE.
Vào ngày 8 tháng 12 năm 1995 ở tuổi 43, Bauby đã bị một cơn đột quỵ. Khi tỉnh lại sau đó 20 ngày, ông nhận ra mình hoàn toàn bất lực; ông chỉ còn có thể chớp mí mắt bên trái. Được gọi là hội chứng khoá cứng, tình trạng này khiến cho ý thức bệnh nhân vẫn còn, nhưng toàn thân thì tê liệt. Trong trường hợp của Bauby, miệng, tay, chân của ông đều bị tê liệt, và ông mất 60 pound (27 kg) trong 20 tuần đầu tiên sau cơn đột quỵ. Ông có hai con với Céline Desmoulins